# Liste von Unfällen bei Zahnradbahnen
Die Liste von Unfällen bei Zahnradbahnen führt chronologisch Unfälle und betriebsgefährdende Zwischenfälle auf Zahnstangenabschnitten auf. Unfälle von gemischten Adhäsions- und Zahnradbahnen auf Streckenabschnitten ohne Zahnstange sind hier nicht aufgeführt.
Trotz des erheblichen Risikopotenzials wegen der großen Gefälle und der Gefahren der Hochgebirge kam es bislang nur zu wenigen gravierenden Unfällen bei Zahnradbahnen. Allerdings ist wegen der tiefen Geschwindigkeiten und der damit verbundenen kurzen Bremswege die Gefahr von Kollisionen gering. In der Schweiz, dem Land mit der größten Dichte von Zahnradbahnen, kam es im Jahr 1885 zum einzigen bekannten Unfall mit einem Todesopfer des Landes.

## 19. Jahrhundert
- Ungarn – Salgótarján: Anfang Februar 1883 brachen bei der Werkbahn der Eisenhütte Rimamurány in Salgótarján alle Zähne des Triebzahnrads der Lokomotive eines bergwärts fahrenden Zugs, worauf der leere Kohlenzug talwärts zurückrollte, bis Lokomotive und Wagen entgleisten. Von den 26 auf dem Zug befindlichen Personen wurden sechs getötet und elf schwer verletzt.[1]
- Österreich – Kahlenbergbahn: Am 10. Juli 1883 entlief auf der Kahlenbergbahn ein mit Schwellen beladener Güterwagen wegen nicht funktionierender Zahnradbremse. Der Wagen riss in der Talstation Nussdorf ein großes Loch in einer sich hinter dem Gleisende befindlichen Mauer. Die auf dem Wagen mitfahrenden Bahnarbeiter konnten sich durch Abspringen in Sicherheit bringen.[2]

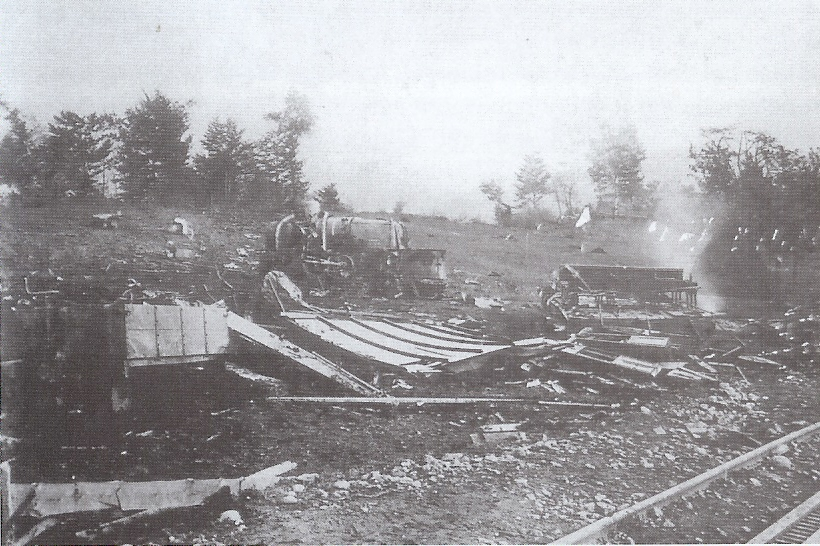
Trümmer des Unfalls vom 20. Oktober 1885 bei der Arth-Rigi-Bahn

- Schweiz – Arth-Rigi-Bahn: Am 20. Oktober 1885 stürzte nach einem Achsbruch ein Zug der Arth-Rigi-Bahn über die Bahnböschung. Der Lokführer verlor dabei sein Leben, neun Personen wurden verletzt.
→ Abschnitt Unfall der H 1/2 4 und Umbau im Artikel ARB H 1/2
- Vereinigtes Königreich – Snowdon Mountain Railway: Am 4. April 1896, dem Eröffnungstag der Bahn, entgleiste eine Lokomotive der Snowdon Mountain Railway und stürzte den Berghang hinab. Ein Passagier wurde getötet.
→ Abschnitt Geschichte im Artikel Snowdon Mountain Railway

## 20. Jahrhundert

### Bis 1949

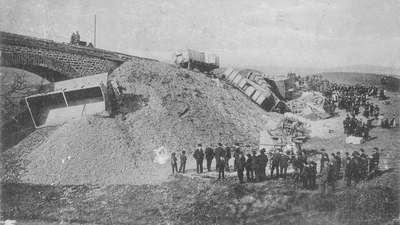
Unfallstelle in Oberzissen mit ausgeschüttetem Ladegut

- Deutsches Reich – Brohltalbahn: Am 31. Oktober 1907 entgleiste auf der Brohltalbahn ein zu Tal fahrender Güterzug mit Personenbeförderung und stürzte einen Bahndamm hinab. Fünf Menschen starben, weitere wurden verletzt, sechs davon schwer.→ Hauptartikel: Eisenbahnunfall von Oberzissen
- Deutsches Reich – Kinsau: Im Mai 1908 entliefen bei der Kinsauer Zahnradbahn nach einer Zugtrennung zwei Güterwagen, die am Ende der kurzen Strecke zertrümmert wurden. Danach durften die Wagen nur noch bergseitig der Lokomotive eingereiht werden.
→ Abschnitt Betrieb und Stilllegung im Artikel Kinsauer Zahnradbahn
- Schweiz – Montreux: Am 11. November 1912 entgleiste der Triebwagen der Zahnradbahn Trait–Planches, glitt die Strecke hinunter und prallte gegen die Talstation. Der Unfall verlief glimpflich, aber der Betrieb wurde  umgehend eingestellt[3] und das Gleis 1918 abgebrochen.[4]
- Österreich – Rittner Bahn: Am 16. Mai 1917 entgleiste wegen eines Bremsversagens ein Zug der Rittner Bahn zwischen Maria Himmelfahrt und St. Magdalena. Der Unfall forderte mehrere Verletzte, der Lokomotivführer verstarb im Krankenhaus. Die Lokomotive soll seit über einem Jahr defekt gewesen sein.[5]

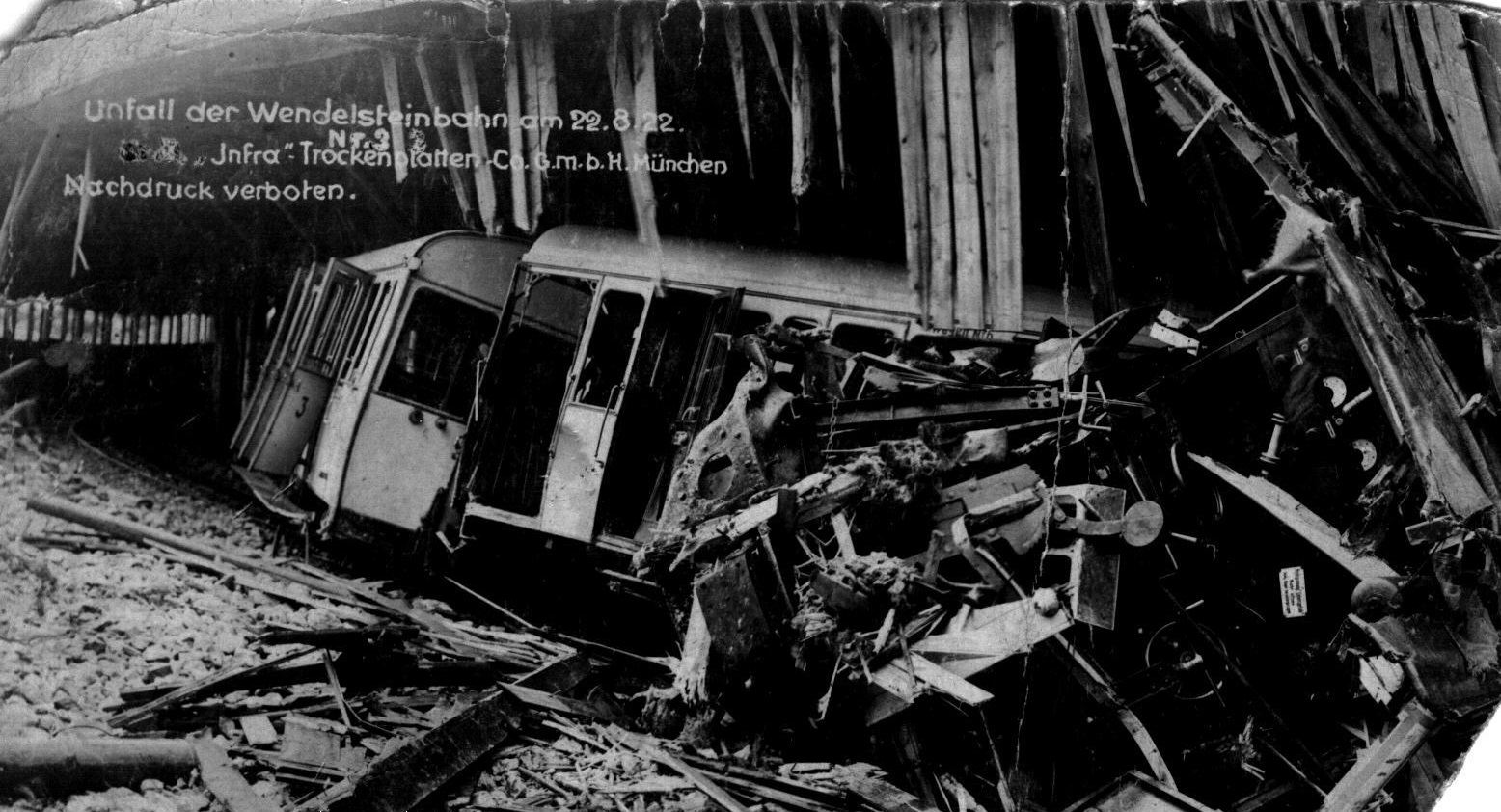
Im Jahr 1922 verunfallte ein Zug der Wendelsteinbahn.

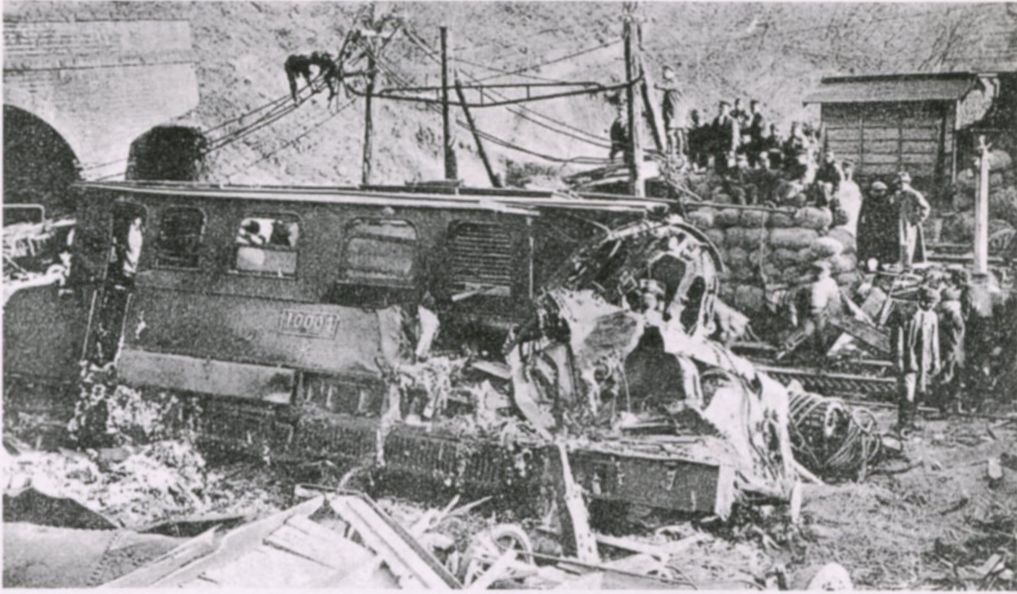
Beim Unfall am Usui-Pass wurde die Lokomotive 10004 zerstört.

- Japan – Usui-Pass: Am 7. März 1918 entgleiste am Usui-Pass ein entrollter Güterzug, der wegen eines defekten Fahrmotors zum Stehen gekommen war. Vier Eisenbahner kamen ums Leben, zwei wurden verletzt.→ Hauptartikel: Eisenbahnunfall von Kumanotaira

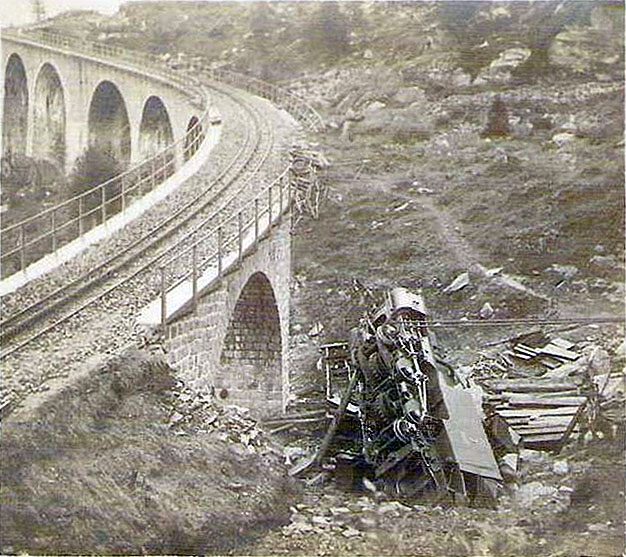
Trümmer des Unfalls bei der Chemin de fer du Montenvers

- Deutsches Reich – Wendelsteinbahn: Am 22. August 1922 entgleiste eine Lokomotive der Wendelsteinbahn in der Galerie im Raindlerkessel. Die nachfolgenden Wagen prallten in das umgestürzte Triebfahrzeug. Ein Fahrgast starb, rund 30 Personen wurden verletzt.[6][7]
- Frankreich – Chemin de fer du Montenvers: Am 25. August 1927 stürzte die Lokomotive und der erste Personenwaggon eines talwärts fahrenden Zuges der Chemin de fer du Montenvers wegen Bremsversagens von einer Brücke. Dabei waren 22 Todesopfer zu beklagen.[8][9]
- Deutsches Reich – Petersbergbahn: Am 19. oder 20. Mai 1929 (Pfingsten) entgleiste bei der Petersbergbahn auf der Talfahrt eine Zahnradlokomotive. Als Ursache wurde ein Getriebeschaden vermutet, jedoch nie amtlich nachgeprüft.
- Vereinigte Staaten – Mount Washington: Am 20. Juli 1929 sprang die restaurierte Dampflokomotive  „Old Peppersass“ aus den Schienen, bewegte sich ungebremst talwärts und entgleiste. Ein Passagier wurde getötet.
→ Abschnitt Fahrzeuge im Artikel Mount Washington Cog Railway
- Frankreich: Am 8. März 1932 brach bei einer Dampflokomotive der Zahnradbahn La Turbie–Monte Carlo ein Antriebszahnrad. Die Lokomotive durchschlug das Gebäude der Talstation und landete zerstört am Bahnhofsvorplatz. Dieser Vorfall führte zur Stilllegung der Bahn.
- Schweiz – Stansstad-Engelberg-Bahn: Um 1943 verlor eine mit einem Adhäsionstriebwagen talwärts fahrende Lokomotive der Stansstad-Engelberg-Bahn den Eingriff ihres Zahnrads in die Zahnstange. Während der Wagenführer des Triebwagens sein Fahrzeug mit der Handbremse zum Stehen bringen konnte, kam die Lokomotive erst nach rund 500 Metern wieder in den Zahnstangeneingriff und konnte vom Führer angehalten werden. Über den Vorfall wurde nicht informiert. Er hatte nebst vielen ausgeschlagenen Zähnen in der soliden Riggenbach-Zahnstange keine weiteren Folgen.[10]

### Ab 1950
- Frankreich – Luchon–Superbagnères: Am 28. Februar 1954 werden die Bremszahnräder der Lokomotive eines talwärts fahrenden Zuges der Bergbahn Luchon–Superbagnères auf Grund einer falsch gestellten Weiche aus der Zahnstange gehoben. Der Zug nimmt ungebremst Fahrt auf und entgleist wegen überhöhter Geschwindigkeit. Hierbei starben sechs Fahrgäste, die beiden Lokführer und ein bei einem Schlittenunfall schwer verletztes Mädchen, das auf Grund des Unfalls nicht rechtzeitig medizinisch versorgt werden konnte.[11]
- BR Deutschland – Drachenfelsbahn: Am 14. September 1958 entgleiste ein Zug der Drachenfels-Zahnradbahn wegen überhöhter Geschwindigkeit. Hierbei starben 18 Fahrgäste, viele erlitten Verletzungen.
→ Artikel Eisenbahnunfall vom Drachenfels
- Italien – Rittner Bahn: Am 3. Dezember 1964 entgleiste bei St. Magdalena ein talwärts fahrender Zug der Rittner Bahn. Die Zahnradlokomotive und der vorangestellte Triebwagen stürzten ab. Der auf schlechter Wartung von Oberbau und Fahrzeugen zurückzuführende Unfall forderte vier Tote und 30 Verletzte. Die Behörden beschleunigten daraufhin den bereits begonnenen Bau der Seilschwebebahn Bozen–Oberbozen.[12]
- Vereinigte Staaten – Mount Washington: Am 17. September 1967 entgleiste die Lokomotive eines talwärts fahrenden Zugs der Mount Washington Cog Railway und kippte zur Seite. Der vollbesetzte Vorstellwagen fuhr ungebremst weiter, bis er entgleiste. Acht Personen, davon drei Kinder, wurden getötet.[13]
- BR Deutschland – Wendelsteinbahn:  Am 28. Februar 1975 riss eine Lawine eine Schneeschleuder der Wendelsteinbahn in die Tiefe. Fünf Bahnarbeiter kamen ums Leben, weitere wurden schwer verletzt.[14]
- Ungarn – Shwabenbergbahn:  Am 11. Januar 1987 versagten die Bremsen einer Bahn während einer Talfahrt. Das Fahrzeug kollidierte daraufhin mit einer Geschwindigkeit von circa 100 km/h mit einer anderen Bahn. Die beiden Triebfahrzeugführer starben und acht Fahrgäste wurden verletzt.[15]
- Schweiz – Wengernalpbahn: Am 11. November 1996 kippte unterhalb der Kleinen Scheidegg ein Föhnsturm mit Windgeschwindigkeiten bis zu 150 km/h einen Doppeltriebwagen der Wengernalpbahn um. Mehrere Menschen wurden zum Teil schwer verletzt. Die Fahrt diente zur Evakuierung von auf dem Jungfraujoch eingeschlossenen Personen.[16]

## 21. Jahrhundert

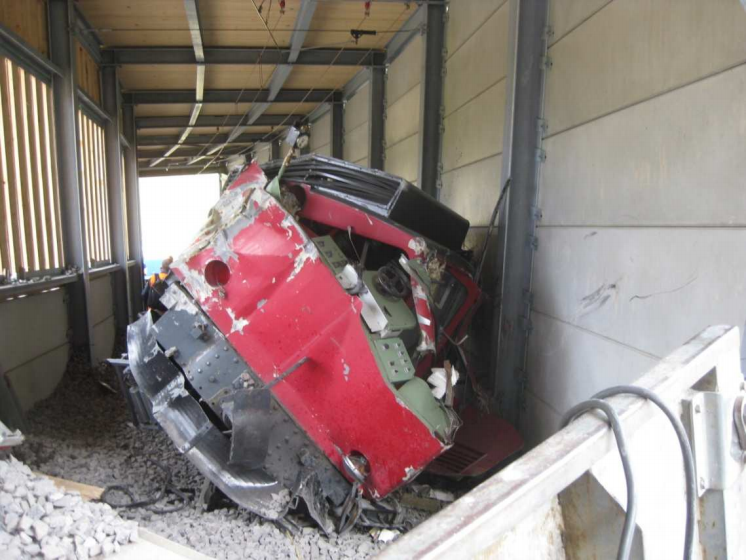
Am 8. September 2011 zerstörte Lokomotive der Rochers-de-Naye-Bahn

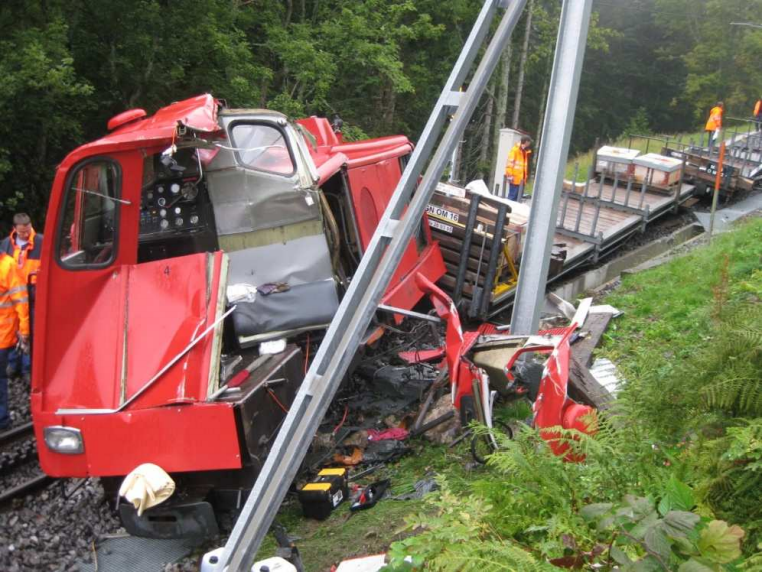
In Paccot am 24. August 2010 verunfallter Diensttriebwagen der Rochers-de-Naye-Bahn

- Schweiz – Matterhorn-Gotthard-Bahn: Am frühen Nachmittag des 30. November 2009 entschied die Matterhorn-Gotthard-Bahn, den Betrieb der Oberalpstrecke ab 15 Uhr wegen Lawinengefahr einzustellen. Kurz vor 14 Uhr riss eine Neuschneelawine beim Oberalppass die drei Personenwagen und den beladenen Autotransportwagen eines Zuges den Hang hinunter. Von den neun Fahrgästen wurden zwei leicht verletzt.[17]

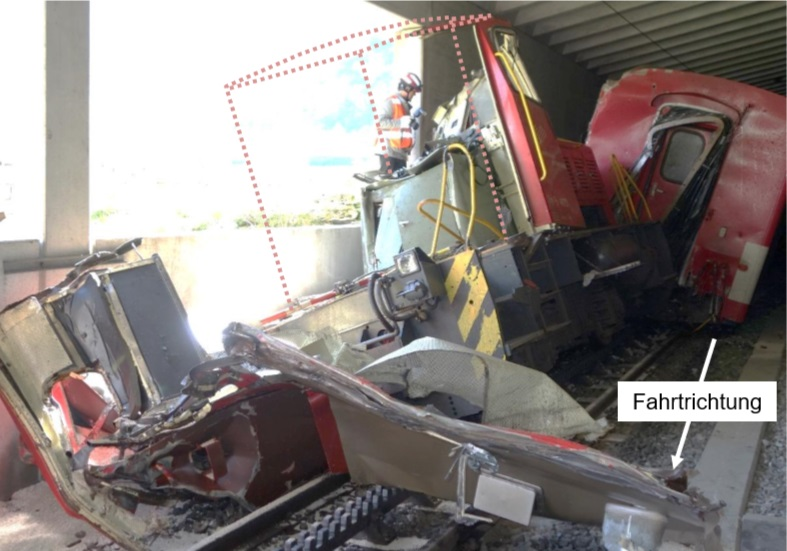
In der Schöllenenschlucht entgleister Schienentraktor Tm 4972 der MGB mit abgerissenem Führerhaus. Die gepunkteten Linien zeigen die Silhouette des Rangiertraktors.

- Schweiz – Rochers-de-Naye-Bahn: Am 24. August 2010 entgleiste der Diensttriebwagen Hm 2/2 4 der Chemin de fer Montreux–Glion–Rochers de Naye (MGN) und prallte gegen einen Oberleitungsmasten. Zwei der vier Insassen erlitten schwere Verletzungen. Ursache war ein technischer Fehler der Infrastruktur. Obwohl die Fahrstraße nach Gleis 2 eingestellt worden war, fuhr der Zahnradtriebwagen auf Gleis 1.[18]

- Schweiz – Rochers-de-Naye-Bahn: Am 8. September 2011 entgleiste die mit einem Schotterzug bergwärts fahrende HGe 2/2 3 der Rochers-de-Naye-Bahn (MGN). Sie rollte anschließend etwa 70 Meter rückwärts und prallte in eine Tunnelwand, wobei sie vollständig zerstört wurde. Auf Grund von Gleisbauarbeiten war das Gleis noch nicht eingeschottert und deshalb zu wenig stabil und hatte eine unzulässige Gleisüberhöhung. Zudem fehlte im Bereich zwischen den alten und neu verlegten Schienen eine Lamelle der zweilamelligen Abt-Zahnstange. Die außer Betrieb gewesene Sicherheitssteuerung und die nicht funktionierende Geschwindigkeitsaufzeichnung waren hingegen nicht für den Unfall mitverantwortlich.[19][18]

- Schweiz – Matterhorn-Gotthard-Bahn: Am 1. September 2016 entlief im Bahnhof Andermatt eine aus dem unbemannten Schienentraktor und vier leeren Personenwagen bestehende Rangierkomposition der Matterhorn-Gotthard-Bahn (MGB) und geriet in die bis 179 Promille steile Zahnstangenstrecke der Schöllenenbahn, wo die fünf Fahrzeuge entgleisten. Glücklicherweise hatte ein entgegenkommender Personenzug Verspätung, da er in Göschenen einen Anschlusszug der SBB abwartete.[20]

- Schweiz – Dampfbahn Furka-Bergstrecke: Am 25. September 2018 entlief auf einer Baustelle der Dampfbahn Furka-Bergstrecke zwischen den Haltestellen Realp DFB und Tiefenbach eine von der MGB eingemietete und zu dem Zeitpunkt unbesetzte Lokomotive des Typs HGm 4/4 und entgleiste mehrere hundert Meter talabwärts. Die Unfallursache, bei der lediglich Schäden an der Lokomotive und an der Infrastruktur entstanden, war auf ungenügende Sicherung zurückzuführen.[21]

- Frankreich – Chemin de fer du Montenvers: Am 11. August 2019 entgleiste der Triebwagen 46 der Zahnradbahn Chemin de fer du Montenvers mit etwa 150 Passagieren im Begegnungsabschnitt Les Planards.[22] Ursache war vermutlich das Auffahren einer geschlossenen Weiche. Auch das letzte Drehgestell des nachfolgenden Waggons entgleiste mit einer Achse. Der Triebwagen blieb in ca. 30° Schräglage im Schotterbett stecken.